# بيير مارشان
بيير مارشان هو كاتب أغاني وموسيقي وعازف بيانو ومنتج أسطوانات وعازف قيثارة كندي، ولد في 1958 في مونتريال في كندا.

## وصلات خارجية
- بيير مارشان على موقع IMDb (الإنجليزية)
- بيير مارشان على موقع ميوزك برينز (الإنجليزية)
- بيير مارشان على موقع أول ميوزيك (الإنجليزية)
- بيير مارشان على موقع ديسكوغز (الإنجليزية)